# إيمانتاس ستانيونيس
إيمانتاس ستانيونيس (مواليد 17 أغسطس 1994) هو ملاكم لتواني، مثّل بلاده في الألعاب الأولمبية الصيفية 2016.

## روابط خارجية
إيمانتاس ستانيونيس على موقع بوكس ريك (الإنجليزية) (registration required)
- إيمانتاس ستانيونيس على موقع اللجنة الأولمبية الدولية (الإنجليزية)
- إيمانتاس ستانيونيس على موقع أوليمبيديا (الإنجليزية)
- إيمانتاس ستانيونيس على موقع اللجنة الأولمبية الليتوانية (الليتوانية)